# Rostra aedis Divi Iuli

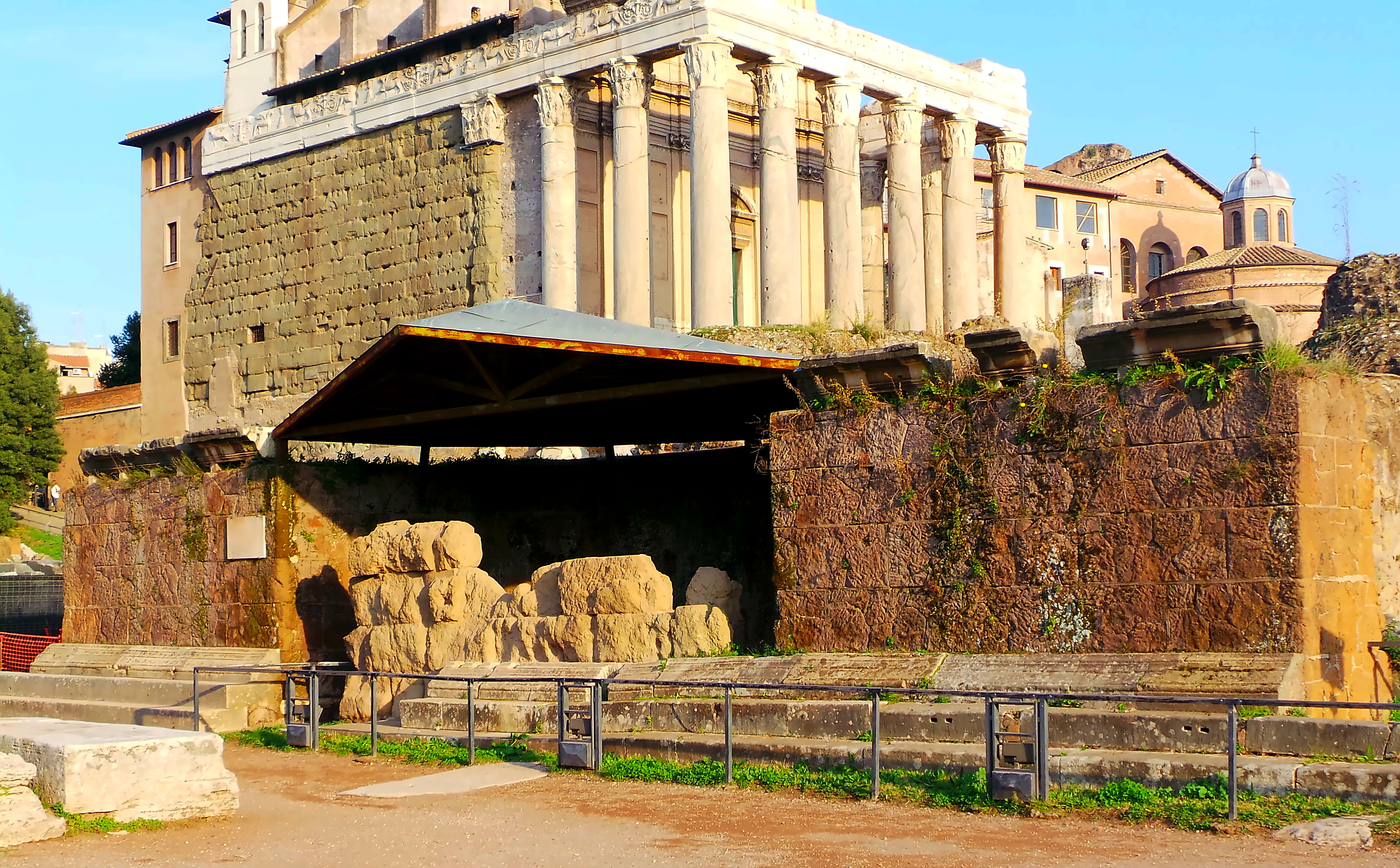
Die Rostra aedis Divi Iuli; ein Tempelvorbau, der als Rednertribüne genutzt wurde. Zentriert, mit modernen Schutzdach versehen, ist die halbrunde Altarnische erkennbar, die später mit Tuffquadern zugemauert wurde

Die Rostra aedis Divi Iuli sind der noch heute sichtbare Baukörper auf dem Forum Romanum, der dem Tempel des Divus Iulius als Rednertribüne (Rostra) baulich vorgelagert war und auf den Bereich des niedrigeren, westlichen Podiums des eigentlichen Kultbauwerks einnahm. In der Mitte des Vorbaus, eingelassen in einer halbrunden Nische, befindet sich der ursprüngliche Gegenstand der Verehrung: die Stelle, an welcher der Leichnam Cäsars eingeäschert worden sein soll. Diese Öffnung wurde später mit Tuffsteinquadern zugemauert, um vermutlich die obere, zusätzlich gewonnene Grundfläche für die Erweiterung der Tribüne nutzbar zu machen. Der Zugang zur Plattform erfolgte wahrscheinlich über die an beiden Flanken des Tempels angebrachten Treppenaufgängen. Von dort aus erschloss eine Freitreppe das auf höheren Podien errichtete Tempelgebäude.

## Zweckbestimmung der Rostra

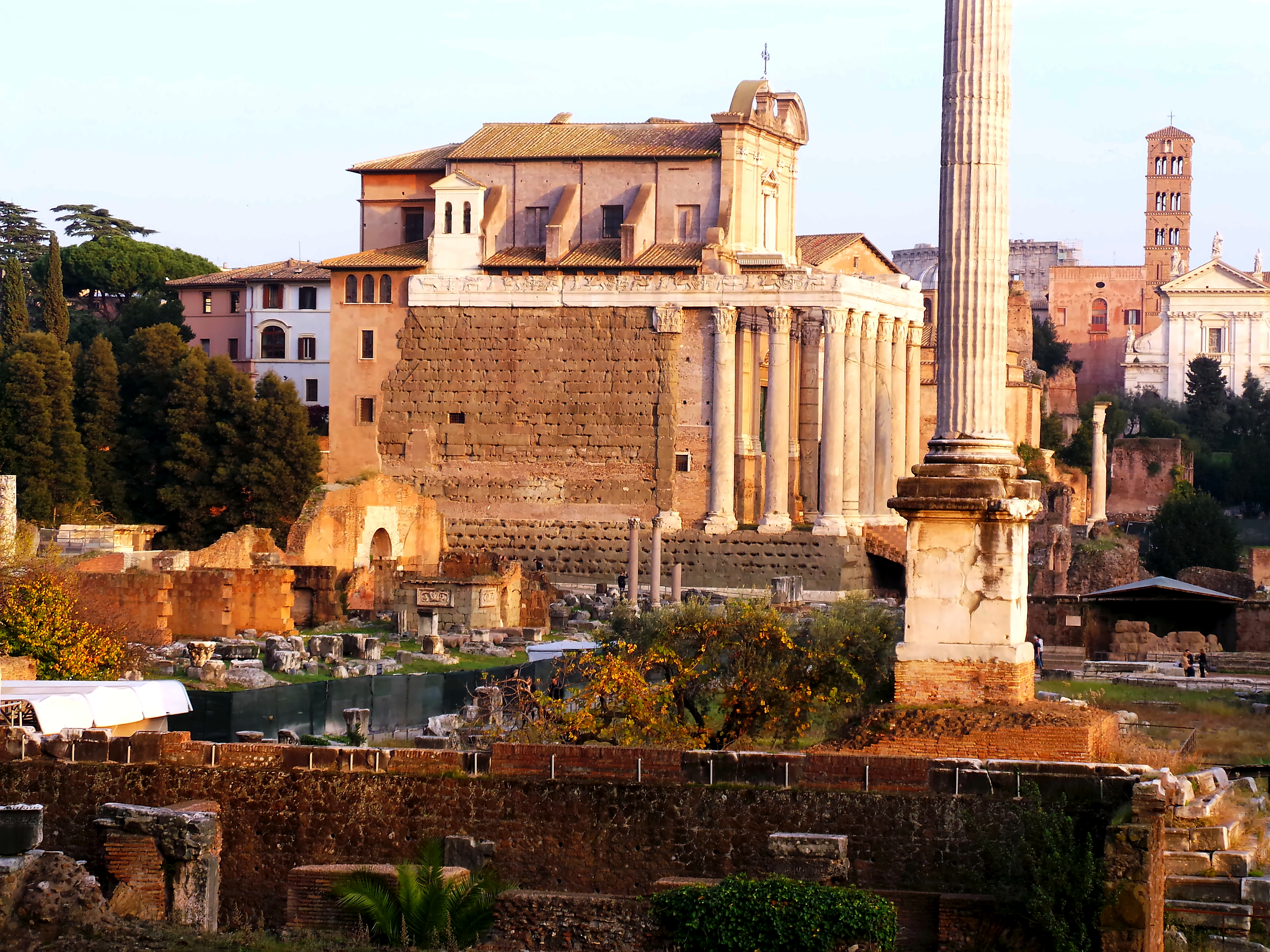
Blick von den westlichen Rostra (Augusti) auf die gegenüberliegenden Rostra aedis Divi Iuli

Neben der ideologischen und spirituellen Bedeutung für die Römer verkörperte der vom Senat initiierte und von Augustus fertiggestellte Tempel dessen Anspruch, als Adoptivsohn die natürliche Rechtsnachfolge des vergöttlichten Caesar anzutreten. Nach der siegreichen Schlacht bei Actium über Marcus Antonius und Kleopatra fügte sich der Tempel in das erste Bauprogramm des Augustus, das seinem absoluten Herrschaftsanspruch eine visuell wahrnehmbare Gestalt gab. Der Tempel des Divus Iulius mit seinen vorgelagerten Rostra boten einen geeigneten Rahmen, um die eigenen politischen und militärischen Erfolge der Öffentlichkeit effektvoll präsentieren zu können. So waren anlässlich der Tempeleinweihung am 18. August 29 v. Chr. die Schiffsschnäbel der zuvor bei Actium besiegten Flotte an der Frontseite der Rostra befestigt worden.

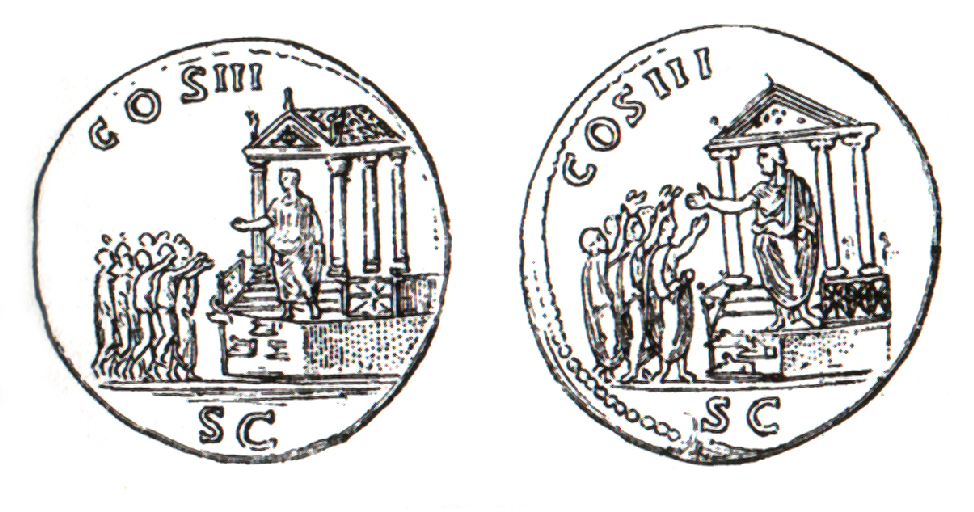
Hadrianische Münze aus den Jahren 125–128 mit Darstellung der rostra aedis Divi Iuli in Funktion

Die östlich gelegenen, der Forumsfläche zugewandten rostra aedis Divi Iuli fungierten als Tribüne, die zu verschiedenen Anlässen genutzt wurde. Sie war damit das Gegenstück zu den aus republikanischer Zeit stammenden, traditionellen Rostra, die im Zuge der Umgestaltung des Forum Romanum unter Cäsar an die Westseite des Areals versetzt worden waren. Diese bildeten mit ihren namengebenden Rammspornen (lateinisch rostra) aus der Schlacht von Antium im Jahr 338 v. Chr. das Vorbild, die Front des neuen östlichen Pendant ebenfalls mit Schiffsschnäbeln zu schmücken.
Neben öffentlichen Ansprachen und Angelegenheiten – etwa einem belegten Abstimmungsverfahren vom 30. Juni 9 v. Chr., das in foro pro rostris aedis divi Iulii stattfand – wurden von den rostra aedis Divi Iuli die Leichenfeierlichkeiten für Augustus und bereits zuvor für seine Schwester Octavia abgehalten. Der designierte Thronfolger Tiberius und dessen Sohn Drusus trugen wechselseitig eine Laudatio funebris auf Augustus vor, wobei als erster Redner Tiberius von der östlichen Rostra sprach, Drusus als zweiter Vortragender von der älteren, westlichen Tribüne. Durch diese Reihenfolge der Laudationes, die zuvor laut Cassius Dio auch bei den Leichenfeierlichkeiten der Octavia eingehalten worden war, wurde der in julisch-claudischer Zeit höhere Stellenwert der rostra aedis Divi Iuli gegenüber den älteren rostra Augusti unterstrichen. Spätestens mit dem Bau der rostra Diocletiani wenige Meter westlich zum Forumsplatz hin verloren die Rostra des Divus-Iulius-Tempels um das Jahr 300 ihre Funktion.